# Don’t Starve
Don’t Starve (с англ. — «Не голодай») — компьютерная игра в жанре action-adventure с элементами roguelike и выживания, разработанная и изданная канадской независимой командой разработчиков Klei Entertainment. Выпуск игры состоялся 23 апреля 2013 года на платформе для цифровой дистрибуции Steam.

## Игровой процесс
Игра имеет два режима игры: выживание и приключение (в мобильной версии игры также имеется свободный режим — это более лёгкая версия игры), однако прямой доступ к игре имеет только режим выживания. Выбрав персонажа, который имеет свои уникальные способности, а также настроив мир, игрок может начать выживать. Персонаж появляется в неопределённом месте, где его встречает Максвелл (в дополнении Shipwrecked игрока встречает попугай с пиратской шляпой, в дополнении Hamlet — Хамелеон), который советует поискать дрова для огня.
Цель игры — продержаться в случайно собранном мире как можно дольше. У игрока есть три концовки: смерть, переход в новый мир или спасение Максвелла.
Сутки делятся на три промежутка: день, вечер и ночь (некоторых промежутков может не быть в зависимости от настроек мира). Днём игрок может вести обычный образ жизни: собирать предметы, взаимодействовать с другими существами, есть, исследовать и т. д. Вечер является предупреждением перед ночью: игрок также может вести дела, однако ему нужно задуматься и приготовить всё для того, чтобы пережить ночь. Отличие от дня только в слабом освещении и снижении рассудка персонажа. Когда наступает ночь, игрок перестаёт видеть и быстрее сходит с ума. Также бездействовать ему не даст ночной монстр по имени Чарли.
У персонажа есть три основных параметра: здоровье, сытость и рассудок. Первый — самый главный. Игрок должен следить за наличием очков здоровья, иначе персонаж умрёт. Здоровье понижается, когда персонажа кто-нибудь ударит, при обморожении и перегреве. Значение сытости показывает насколько голоден персонаж. Его можно пополнить путём потребления пищи. Обнуление сытости не ведёт к мгновенной смерти, однако постепенно снижает здоровье. Рассудок никак не связан со здоровьем, однако если он низок, то появятся кошмары, которые могут нанести действительный урон персонажу. Рассудок понижается при тёмных временах суток (при любых обстоятельствах), когда персонаж находится рядом с монстрами, а также при употреблении несвежей или сырой еды. Понижение рассудка спровоцирует появление нереальных зрительных и звуковых факторов, а также галлюцинаций, атакующих персонажа. Рассудок можно повысить сбором цветов, сном, готовкой зелёных грибов или специальных блюд, повышающих рассудок.

## Режим «Приключение»
В данный режим можно попасть только через «Дверь Максвелла», который ведёт в миры жестоких испытаний. В отличие от портала, игрок не может вынести вещи из мира выживания в приключение. Приключение делится на шесть глав. Однако их порядок хаотичен за исключением последних двух. В первых пяти главах целью является нахождение пяти частей портала Максвелла, которые можно найти с помощью специального устройства, которое нужно поставить в специальное гнездо рядом с порталом после сборки последнего. Миры генерируются случайно.
Холодный приём

Генерируется 1—3 главой.
Игрок просыпается рядом с жезлом поиска. Первый уровень является в целом более-менее нормальным миром, кроме постоянной плохой погоды и отсутствия ягодных кустов. Цикл погоды меняется быстро и часто. Игрок более уязвим для безумия и обморожения, так как должен постоянно сталкиваться с дождём и снегом (дожди учащены, зима длится три дня, лето — шесть дней). Иногда случаются дожди из лягушек. Вечер становится длиннее. На этом уровне игрок должен чувствовать его схожесть с уровнем выживания, но с сокращением всех ресурсов.
Король зимы

Генерируется 1—3 главой.
Игрок появляется в биоме «Поляна». Максвелл говорит, что бесконечная зима уже началась и поджигает деревья вокруг игрока, чтобы предотвратить замерзание в течение диалога. У игрока есть полторы — три минуты дневного времени до появления эффекта обморожения, который будет постоянно досаждать ему в этом суровом мире. На уровне присутствуют курганы гончих, которые можно распознать по костям животных на земле. Обычно они занимают небольшую область острова, в основном на перешейках, которые нужно пройти для того, чтобы собрать все части портала. Циклоп-олень появится в районе седьмого — девятого дня. Услышав шипение, можно уклониться от встречи с ним, оставив район, где оно было услышано. Это помешает ему возродиться в другом месте. Впрочем, глаз Циклопа-Оленя может помочь игроку, после прохождения обелисков, но сражаясь с ним игрок скорее всего потеряет больше, чем получит. Это касается как износа брони и оружия, так и потраченной еды и времени, а в худшем случае и жизни.
Рано или поздно на пути игрока встретятся группы валунов или обелиски, блокирующие дальнейшее изучение местности. Валуны можно просто разрушить киркой. Обелиски бывают двух типов — светлый и тёмный. Чтобы пройти через тёмный обелиск необходимо понизить свой рассудок до 15 %, а чтобы пройти через светлый — надо иметь более 20 % рассудка.
Игра началась!

Генерируется 1—3 главой.
Игрок появляется на участке болота, окружённого поляной. Времена года не представлены в этом мире. Глава начинается зимой, с очень коротким дневным временем и длинными сумерками и ночью. На девятый день приходит Циклоп-Олень, а на одиннадцатый день наступает бесконечное лето с нормальным дневным циклом. На этом уровне присутствуют периодические атаки Гончих.
Уровень богат природными ресурсами на центральном острове, зато другие острова состоят из опасных биомов, содержащих каждую из частей портала Максвелла. Зачастую, эти биомы отделены от центрального узкими проходами с разными угрозами. Обычно это: паучьи коконы, гнёзда высоких птиц, болотные монстры и механические шахматные фигуры. Есть вероятность, что некоторые части карты будут полностью отрезаны от остального острова, единственная возможность попасть туда — найти червоточину, связанную с ними. Также на этом уровне многие деревья, особенно в редколесье уже срублены, а трава срезана (срезанная трава уже не вырастет). Потому впечатление, которое может дать участок территории по карте, может оказаться обманчивым.
Архипелаг

Генерируется 1—4 главой.
Игрок появляется на одном из шести островов. Каждый остров соединён Червоточинами, которые являются единственной возможностью попасть на остров и уйти с него. Это не означает, что на острове, где появляется игрок, будет пять червоточин. Они могут быть и на других островах. Игра начинается летом, но имейте в виду, что зима настанет быстро.
Каждая деталь от портала находится на своём острове, кроме острова где появляется игрок. Каждый остров представляет собой в основном один или два биома. Острова расположены полукругом, что, впрочем, не даст вам явного направления, куда стоит двигаться. Стартовый остров, хоть и не имеет детали портала, представляет собой биом, полный ягод и моркови. Также на нём могут быть болота, где мэрмы, пауки и щупальца сражаются друг с другом. В дополнении игра начинается либо осенью, либо весной.
Два мира

Генерируется 3—4 главой.
Игрок появляется на обустроенной базе, в окружении кострища, деревьев, моркови/ягодных кустов и Палатки. На этом острове дневное время длится 7 из 8 минут суток. После появления Максвелл предлагает игроку перемирие, давая ему всё необходимое для жизни, взамен на вечное пребывание на острове. Однако в дополнении «Власть гигантов» на острове лето, что фатально в случае неподготовленности к нему.
Остров кажется дружелюбным и перенасыщенным ресурсами: здесь множество свиных деревень, могут попасться и структуры, охраняемые агрессивными свиньями-стражами. На острове растёт множество ягод и моркови, отсутствуют враждебные существа, за исключением свиней-стражей и паучьих коконов, которые также могут появиться на острове. Периодические атаки гончих также присутствуют здесь. Может попасться Мандрагора. Также встречается каменный биом с валунами различного вида. Время на обоих островах течёт пропорционально: если игрок покинет первый утром, то окажется на втором тоже утром. Аналогично и с другими временами суток.
Темнота

Всегда 5 глава.
Пятая глава имеет ряд серьёзных отличий, что означает конец путешествия для всех, кроме самых подготовленных игроков. Здесь вам предстоит выживать в условиях бесконечной ночи.
На этом уровне очень мало пищи для сбора и единственный источник натурального света — Огни Максвелла. Игрок появляется в окружении кострищ и костров, рядом с ним лежит рюкзак, в котором будет схема шахтёрской шляпы, некоторое количество травы и дерева. Также могут попасться огненный посох, порох и какой-нибудь случайный чертёж. На уровне встречаются спящие Свиньи которые будут просыпаться если на них нападут пауки, что может дать игроку источник мяса и мяса монстра. Также возможно найти гнёзда Высоких птиц. На карте случайным образом расставлены Огни Максвелла — они загораются, когда игрок находится вблизи. В скальном биоме могут встречаться Курганы Гончих и Ловушки Максвелла. Некоторые острова могут быть соединены с остальными перешейками, путь на которых преграждают валуны или обелиски, точно также, как и в уровне Король Зимы.
Шах и мат

Всегда 6 глава.
На этом уровне Максвелл не встречает игрока. Это последний уровень — здесь предстоит пройти через лабиринт с Огнями Максвелла, редкими сундуками и самим Максвеллом, который прикован к трону. Рядом с троном стоит граммофон, который можно выключить, за что Максвелл поблагодарит игрока, а также замок в который нужно вставить жезл поиска, чтобы освободить Максвелла и закончить игру. После этого игра продолжится в старом мире, откуда игрок вошёл в режим приключения, за Максвелла, а первоначальный персонаж будет прикован к трону теней вместо него.

## Разработка
Идея создания игры появилась в рождественские выходные, когда один из разработчиков собрал прототип игры, в которой главный герой находился на острове, и на нём периодически наступала ночь. В распоряжении героя был костёр и топор, а с помощью последнего можно было охотиться на живущих на острове свиней и добывать мясо. В то же время, ночью главный герой мог находиться только у костра и в это время приходилось отбиваться от свиней. Игровой процесс был построен таким образом, что мяса не хватало, и постепенно у героя уменьшался уровень сытости и это приводило к смерти. Задачей же было выжить как можно дольше, и на этом этапе появилось выражение «don’t starve» (с англ. — «не голодай»).
Первый собранный прототип был отложен, и был в таком состоянии более года. В студии было принято решение возобновить работы, но при этом вести их в ключе независимой разработки от издателя. Для этого была выбрана модель free-to-play и стратегия как в Minecraft, когда была создана небольшая игра с минимумом контента, и далее разработчики смотрели, если она оказывается интересной пользователям, то идёт развитие дальше, а если нет, то она остаётся бесплатной. Для реализации модели предпринимались шаги по популяризации игры. Данная стратегия сработала, и студия начала развивать игру — на различных платформах и наполнять контентом, чтобы «было что в ней купить». Таким образом проект развивался, и повышалась цена за продаваемую игру. Во время продаж разработчики продолжили стратегию популяризации, частью которой являлась обязательная продажа одной дополнительной бесплатной копии с каждым приобретением игры. То есть, каждый покупатель получал себе игру и возможность подарить её другому игроку.
Философией проектирования игры Don’t Starve стало создание приятного игрового опыта, и при этом игроку давались минимальные инструкции для выживания. Предполагалось, что все дальнейшие действия — изучение мира и выживание — он должен делать сам. При этом, так как основной целью является сама игра, а не достижения, то смерть персонажа не должна отталкивать игроков. Создание контента было ориентировано на 20—30 дней внутриигрового выживания в игре (несколько часов реального времени), и разработчики после выпуска удивились, что многие игроки преодолевали этот рубеж и жили в Don’t Starve сотни дней. После анализа разработчики добавили в игру врата Дверь Максвелла, найдя которые игрок мог пройти пять чрезвычайно сложных уровней, и их прохождение давало победу.

## Продолжения и спин-оффы

### Don’t Starve Together
Don’t Starve Together — многопользовательская версия Don’t Starve выпущенная как самостоятельная игра 21 апреля 2016 года.
Don’t Starve Together представляет собой оригинальную игру с контентом из DLC Reign Of Giants и рядом эксклюзивных нововведений специально для многопользовательской игры, именуемых разработчиками A New Reign.
В отличие от Don’t Starve, после смерти игроки превращаются в призраков. В состоянии призрака у персонажа отсутствует инвентарь и возможность подбирать и переносить предметы, он не может наносить урон и напрямую взаимодействовать с миром, но вместо этого призрак может «потревожить» существо или объект игрового мира. Потревожив любой объект, есть шанс наделить его каким-нибудь свойством, например, свин может превратиться в оборотня.
Присутствуют 5 режимов игры: спокойный, бесконечный, выживание, свободный и без света. В режиме выживания игроки могут воскрешать друг друга, однако, когда все игроки станут призраками, запустится таймер, отсчитывающий время до пересоздания мира, также каждый призрак негативно влияет на рассудок других игроков. В бесконечном игроки могут воскрешаться у входа в мир. Мир, при смерти всех игроков, не будет пересоздаваться. В отличие от других режимов, в свободном режиме все игроки появляются в случайных точках карты, и при смерти игрок не становится призраком, а начинает игру заново. Каждый из режимов может играться как кооперативно, так и с возможностью PvP между игроками.

### Don’t Starve. Reign of Giants
28 февраля 2014 года начался бета-тест дополнения Don’t Starve. Reign of Giants, в которое были добавлены несколько новых боссов, персонажей, предметов и мобов. А главными нововведениями дополнения являются 4 новых сезона и два новых биома. Reign of Giants вышла в Steam 2 апреля 2014 года. Проект является одиночным.

### Don’t Starve Shipwrecked
31 июля 2015 года компания Klei Entertainment анонсировала выход дополнения Shipwrecked для своей песочницы Don’t Starve, релиз которого состоялся 31 марта 2016 года. Для его создания разработчики объединили свои усилия с другой студией — Capybara Games, прежде всего известной по Superbrothers: Sword & Sworcery EP и Super Time Force. Хотя точная роль сотрудников студии неизвестна, представители Klei сообщили, что в основном Capybara Games ответственна за дизайн нового контента. Помимо Shipwrecked, Capybara Games продолжает создание проекта Below для Xbox One и Windows.
Местом действия дополнения стал океан — игроки смогли покинуть сушу и путешествовать по воде. В дополнении есть новые персонажи и существа, уникальные биомы и погодные эффекты.
Don’t Starve: Shipwrecked вышла 2 декабря для Windows, Linux и macOS. Проект доступен только для одиночного прохождения.

### Don’t Starve Hamlet
13 сентября 2017 года компания Klei Entertainment анонсировала выход дополнения Hamlet.
Местом действия дополнения станет высокогорное плато, населённое разумными свиньями, более цивилизованными, чем в предыдущих частях. Также пользователям стоит ожидать «новых персонажей и существ, уникальные биомы и погодные эффекты». Кроме селения свиней, здесь есть заброшенные руины, новые боссы, сезоны, мобы, оружия, крафты, механики и многое другое. В это дополнение перенесены некоторые элементы из Shipwrecked — например, возможность плавать по озёрам на лодке.
9 ноября 2018 года DLC добавлено в Steam в режиме «раннего доступа».
15 мая 2019 года дополнение вышло из «раннего доступа».

### Don’t Starve Newhome
23 июня 2020 года компания Klei Entertainment анонсировала выход спин-оффа Newhome. Для его создания разработчики объединили свои усилия с другими студиями — Tencent Games и Shengqu Interactive. Tencent имеет более 140 лицензированных и разработанных игр, а Shengqu известны как создатели Fallout Shelter и Borderlands.
Эта игра будет выпущена на мобильные устройства с возможностью игры на эмуляторах Android для ПК. 22 октября началась первая волна закрытого бета-теста игры для Канады и США, она длилась две недели и закончилась 5 ноября 2020 года. Вторая волна закрытого бета-теста началась 4 января и закончилась 15 января 2021 года. Третья волна началась 25 июня и закончилась 20 июля 2021 года, в ней приняло участие 5000 человек. 5 июля 2023 года начался новый этап тестирования на территории Китая. В новом тесте приняло участие несколько десятков тысяч человек. Он завершился 4 августа, продлившись 30 дней. 10 октября началось финальное закрытое тестирование в Китае.

## Отзывы критиков
| Сводный рейтинг       | Сводный рейтинг                                                 |
| Агрегатор             | Оценка                                                          |
| --------------------- | --------------------------------------------------------------- |
| GameRankings          | (PC) 79,06 % (PS4) 80,05 %                                      |
| Metacritic            | (PC) 79/100 (PS4) 78/100                                        |
| Иноязычные издания    |                                                                 |
| Издание               | Оценка                                                          |
| GameSpot              | 7/10                                                            |
| IGN                   | 7,0/10                                                          |
| PC PowerPlay          | (PC) 9/10                                                       |
| Русскоязычные издания |                                                                 |
| Издание               | Оценка                                                          |
| Absolute Games        | 80 %                                                            |
| «Игромания»           | 8,0/10                                                          |
| Награды               |                                                                 |
| Издание               | Награда                                                         |
| Rock, Paper, Shotgun  | Рейтинг лучших кооперативных игр всех времён (2018), 14-е место |

Don’t Starve получила «в основном положительные» отзывы, согласно сайту-агрегатору Metacritic Игра продалась в 1 миллион копий к концу 2013 года. Don’t Starve стала финалистом в подкатегории «Совершенство в дизайне» в 2014 году на церемонии Independent Games Festival. Игра так же получила поощрительные премии в категориях «Совершенство в изобразительном искусстве» и «Совершенство в аудио».
Визуальный стиль игры был хорошо принят критиками. Журналист GameSpot Нейтан Менье похвалил атмосферу и визуальный дизайн игры. Марти Слива из IGN выразил «большое одобрение стилю в виде вырезок из бумаги и причудливой визуализации», хваля жутковатые образы, которыми обладают обыкновенные предметы, благодаря «вдохновлённому готикой» стилю. Журналист Game Informer Джефф Марчиафава заявил, что «мультяшный стиль делает исследования огромного, сгенерированного мира сплошным удовольствием». Обозревая версию для PlayStation 4, Джордан Деворе из Destructoid сказал, что игра выглядит и работает очень хорошо на консоли, однако он заметил «пикселизацию», когда экран приближается в инвентаре. Он также отметил, что управление на геймпаде, будучи менее эффективным, чем на клавиатуре, все ещё остаётся приятным.
Музыка игры тоже была хорошо принята. Слива сравнил её с карнавальной музыкой и назвал её «мгновенно заедающей в голове», несмотря на малое разнообразие Джанкарло Салдана из GamesRadar назвал её «жуткой, но спокойной» и похвалил её роль в создании атмосферы опасного и одинокого мира.
Критики в основном одобрили, однако выразили смешанные мнения о высоком уровне сложности в игре. Это мнение отражается в комментарии Сливы: «Don’t Starve никогда не будет держать вас за ручку, и мне одновременно нравится это и нет». Например, ему показалось, что некоторые его смерти были несправедливо вызваны игровой камерой, загораживающей необходимые объекты. Менье заявил, что «выживание не является простым, но это вызывает своё, несомненное увлечение», однако он поместил сложность игры в список её недостатков Леон Хёрли из Official PlayStation Magazine сказал, что «половину веселья составляет обучение и каждая, даже самая маленькая победа заставляет тебя чувствовать особую гордость». Обзорщики также выразили мнение, что уровень веселья игроков будет напрямую зависеть от их уровня погружения в выживание.
Отсутствие механики вечного сохранения и постоянность смерти также были строго встречены критиками. Марчиафава, будучи фанатом игр с постоянной смертью заявил, что в отличие от The Binding of Isaac и Spelunky, Don’t Starve является куда более длинной игрой, и смерть ощущается куда более тяжёлой потерей. Менье отметил, что новизна от старта нового мира постепенно уходит, «когда выполняешь одни и те же задачи в попытке наверстать упущенный прогресс». Слива выразил разочарование, что после смерти от лягушки, игра никак не поощрила его, и заявил, что ему становится скучно примерно через 30 минут после старта нового мира. Однако Салдана поспорил, что «таким образом игрок получает знания об игре» и что постоянные старты сначала являются обязательной частью постепенного прогресса.
Разнообразие способов умереть было широко восхвалено критиками. Говоря о вреде, причиняемому игроку низкой температурой, Менье отметил, что «эта интересная деталь добавляет глубину и дополнительную сложность к уже непростым механикам выживания». Джессика Кондитт из Joystiq похвалила высокое количество способов умереть и понятный способ отображения здоровья, голода и уровня рассудка игрока. Салдана заметил, что странность дизайна некоторых монстров будет держать игроков в постоянном напряжении.
Pocket Edition была номинирована в категории «Приключенческая игра» на Webby Awards в 2019 году.